# Габровница (Књажевац)
Габровница је насеље у Србији у општини Књажевац у Зајечарском округу. Према попису из 2022. било је 2 становника (према попису из 1991. било је 27 становника). Становници села су Срби, а других народности нема.

## Положај
Село Габровница налази се на обронцима Старе планине, у долини Габровничке реке у области Буџака, трећа по величини антопогеографска целина у саставу општине Књажевац. Габровница као једно од 14 насеља ове области, од Књажевца је удаљена 27 км, а налази се на 2 километра источно од магистралног пута Пирот – Књажевац – Зајечар.
Село је разбијеног типа и има више засеока. Налази се на надморској висини од 790 метара.

## Историја
Према предању насеље је постојало још из времена Римљана који су на простору Старе планине имали руднике и топионице. Први помен Габровнице потиче из турских пописа из 1666. године када се помиње као насеље са 22 немуслиманских домаћинстава. Село је ослобођено од Турака 1878. године.
У селу постоји црква Рођења пресвете Богородице која је према забележеним подацима „озидана 1878. године и посвећена Рођењу Свете Богородице“. Парохију габровничку чине села Габровница и Татрасница на периферији среза Заглавског. Парохија је некада припадала Нишкој епархији док је данас под управом Тимочке епархије. Малу и стару цркву опслуживало је у прошлости братство манастира Свете Тројица. Једна од легенди која се везује за ову цркву каже да је црква, попут цркве Свете Богородице у Доњој Каменици и манастира Свети Онуфрија код водопада Бигар, настала у 14. веку и да је касније обновљена.

## Демографија
У насељу Габровница живи 10 пунолетних становника, а просечна старост становништва износи 67,5 година (54,5 код мушкараца и 80,5 код жена). У насељу има 2 домаћинства, а просечан број чланова по домаћинству је 1,00.
Ово насеље је у потпуности насељено Србима (према попису из 2002. године), а у последња три пописа, примећен је пад у броју становника.
|  |

| Демографија | Демографија | Демографија |
| Година      | Становника  | Становника  |
| ----------- | ----------- | ----------- |
| 1948.       | 792         |             |
| 1953.       | 706         |             |
| 1961.       | 603         |             |
| 1971.       | 201         |             |
| 1981.       | 57          |             |
| 1991.       | 27          | 27          |
| 2002.       | 10          | 10          |
| 2011.       | 2           |             |
| 2022.       | 2           |             |

| Етнички састав према попису из 2002.‍ | Етнички састав према попису из 2002.‍ | Етнички састав према попису из 2002.‍ | Етнички састав према попису из 2002.‍ | Етнички састав према попису из 2002.‍ |
| ------------------------------------ | ------------------------------------ | ------------------------------------ | ------------------------------------ | ------------------------------------ |
|                                      |                                      |                                      |                                      |                                      |
| Срби                                 | Срби                                 |                                      | 10                                   | 100,0%                               |
| непознато                            | непознато                            |                                      | 0                                    | 0,0%                                 |

| Година пописа     | 1948. | 1953. | 1961. | 1971. | 1981. | 1991. | 2002. |
| ----------------- | ----- | ----- | ----- | ----- | ----- | ----- | ----- |
| Број домаћинстава | 160   | 150   | 147   | 69    | 29    | 15    | 7     |

| Број чланова      | 1 | 2 | 3 | 4 | 5 | 6 | 7 | 8 | 9 | 10 и више | Просек |
| ----------------- | - | - | - | - | - | - | - | - | - | --------- | ------ |
| Број домаћинстава | 4 | 3 | 0 | 0 | 0 | 0 | 0 | 0 | 0 | 0         | 1,43   |

| Пол    | Укупно | Неожењен/Неудата | Ожењен/Удата | Удовац/Удовица | Разведен/Разведена | Непознато |
| ------ | ------ | ---------------- | ------------ | -------------- | ------------------ | --------- |
| Мушки  | 6      | 0                | 4            | 2              | 0                  | 0         |
| Женски | 4      | 0                | 3            | 1              | 0                  | 0         |
| УКУПНО | 10     | 0                | 7            | 3              | 0                  | 0         |

| Пол    | Укупно                    | Пољопривреда, лов и шумарство | Рибарство                            | Вађење руде и камена | Прерађивачка индустрија       |
| ------ | ------------------------- | ----------------------------- | ------------------------------------ | -------------------- | ----------------------------- |
| Мушки  | 1                         | 1                             | 0                                    | 0                    | 0                             |
| Женски | 0                         | 0                             | 0                                    | 0                    | 0                             |
| УКУПНО | 1                         | 1                             | 0                                    | 0                    | 0                             |
| Пол    | Производња и снабдевање   | Грађевинарство                | Трговина                             | Хотели и ресторани   | Саобраћај, складиштење и везе |
| Мушки  | 0                         | 0                             | 0                                    | 0                    | 0                             |
| Женски | 0                         | 0                             | 0                                    | 0                    | 0                             |
| УКУПНО | 0                         | 0                             | 0                                    | 0                    | 0                             |
| Пол    | Финансијско посредовање   | Некретнине                    | Државна управа и одбрана             | Образовање           | Здравствени и социјални рад   |
| Мушки  | 0                         | 0                             | 0                                    | 0                    | 0                             |
| Женски | 0                         | 0                             | 0                                    | 0                    | 0                             |
| УКУПНО | 0                         | 0                             | 0                                    | 0                    | 0                             |
| Пол    | Остале услужне активности | Приватна домаћинства          | Екстериторијалне организације и тела | Непознато            | Непознато                     |
| Мушки  | 0                         | 0                             | 0                                    | 0                    | 0                             |
| Женски | 0                         | 0                             | 0                                    | 0                    | 0                             |
| УКУПНО | 0                         | 0                             | 0                                    | 0                    | 0                             |